# Konstantin
Konstantin est un prénom hongrois masculin.

## Personnalités portant ce prénom
- Pour l'ensemble des articles sur les personnes portant ce prénom, consulter :
  - la liste des articles dont le titre commence par ce prénom
  - les listes produites par Wikidata : Liste des personnes de prénom « Konstantin » — même liste en incluant les éventuels prénoms composés qui contiennent « Konstantin ».

## Nom de famille
- Leopoldine Konstantin
- Stefan Konstantin